# British Department of Naval Intelligence
British Department of Naval Intelligence (NID), Brytyjski Departament Wywiadu Marynarki Wojennej – służba wywiadu brytyjskiej Admiralicji, utworzona w 1882 roku, znana także jako Foreign Intelligence Committee „FIC” lub „Pokój 39”.

## Utworzenie NID
British Department of Naval Intelligence (NID) – Brytyjski Departament Wywiadu Marynarki Wojennej utworzono w grudniu 1882 roku jako Komitet Wywiadu Zagranicznego (Foreign Intelligence Committee), pod dowództwem komandora (później kontradmirała) Williama H. Halla.

## Dyrektor Wywiadu Marynarki Wojennej i zadania NID
W 1887 FIC przemianowano na NID, a szef otrzymał nowo utworzone stanowisko Dyrektora Wywiadu Marynarki Wojennej (Director of Naval Intelligence − DNI) w Admiralicji Brytyjskiej. DNI podlegały początkowo poza wywiadem zagranicznym także mobilizacja floty i przygotowanie planów wojennych.
Zadaniem NID było zbieranie, klasyfikowanie i rejestrowanie wszelkich informacji dotyczących spraw morskich lub mających znaczenie dla operacji morskich, czyli znajomość tego, co dzieje się w takich sprawach w innych krajach, które były w zainteresowaniu Admiralicji Brytyjskiej. W praktyce sprowadzało się to do prowadzenia tajnego wywiadu w obcych portach i bazach marynarki wojennej oraz planowania operacji inwazyjnych

## Struktura biura DNI
Biuro Dyrektora Wywiadu Marynarki Wojennej (DNI) na początku składało się z dwóch wydziałów, dwa kolejne utworzono później:
- I – wywiad
- II – mobilizacja
- III – problematyka strategii i obrony (utworzony w 1900 roku)
- IV – ochrona żeglugi handlowej (utworzony w 1902 roku)

## Sekcja kryptologiczna Royal Navy
W czasie I wojny światowej brytyjski Departament Wywiadu Marynarki Wojennej kierował również sekcją kryptologiczną Royal Navy. Pierwszym dyrektorem Wywiadu Marynarki Wojennej został mianowany w 1886 komandor William Henry Hall. Od 1927 do 1930 roku dyrektorem Wywiadu Marynarki Wojennej był adm. sir Barry Domvile. Twórca postaci sławnego agenta 007 Jamesa Bonda, Ian Fleming, był pracownikiem Wywiadu Marynarki Wojennej podczas II wojny światowej.

## Rozszerzenie działalności i organizacja
W latach 1900−1909 służbę obarczono dodatkowo wieloma funkcjami sztabowymi, a od 1910 roku mogła się wreszcie stać organem zajmującym się wyłącznie zbieraniem i opracowywaniem informacji wywiadowczych. Powstały wówczas dwa nowe wydziały, m.in.: III strategii i obrony oraz IV wywiadowczej ochrony żeglugi handlowej.
Stosunkowo wcześnie wywiad marynarki zajął się sprawami kontroli środków łączności. W 1898 roku w strukturze Admiralicji powołano Sekcję H, zajmującą się przeglądem korespondencji i podsłuchem łączności handlowej, kierownikiem nowej sekcji został James Edmonds. W czasie I wojny światowej sekcja ta działała pod wojskowym kryptonimem MO5. Natomiast NID utworzyło w sierpniu 1914 roku jednostkę przechwytywania dekryptażu NID 25, zwaną potocznie Pokojem 40 (Room 40). W 1927 roku utworzono także morską część Y Service, natomiast od 1937 roku rozpoczął działalność niezależny od NID, ale ściśle z nim współpracujący, Operational Intelligence Center.
Służba wywiadu morskiego była rozbudowywana w okresie wojen, zwłaszcza podczas II wojny światowej, stosownie do potrzeb pola walki. W tym okresie w strukturze NID występowały następujące jednostki organizacyjne:
- NID 1 – sekcja niemiecka/ogólna
- NID 1/PW – sekcja niemiecka/jeńcy wojenni obozy, przesłuchania
- NID 2 – kontakty z amerykańską misją morską w Londynie
- NID 3 – sekcja włoska
- NID 3/PW – sekcja włoska, jeńcy wojenni
- NID 4 – sekcja japońska
- NID 5 – publikacje geograficzne, dotyczące rozpoznania terenu ewentualnych działań
- NID 6 – wywiad topograficzny
- NID 8 – m.in. tropienie okrętów podwodnych
- NID 9 – morska sekcja nasłuchu radiowego (Y Service)
- NID 10 – bezpieczeństwo łączności, systemy szyfrowe
- NID 11 – przejściowo połączone 1/PW i 3/PW
- NID 14 – sekretariat szefa NID
- NID 17 – koncepcje plany, koordynacja nadzór
- NID 17 Z – podsekcja szefa sztabu do śledzenia bieżących akcji propagandowych i dywersyjnych
- NID 18 – komórka wywiadowcza brytyjskiej misji morskiej w Waszyngtonie
- NID 19 – sekcja informacyjna
- NID 21 – początkowo rejestr kontaktów użytecznych dla NID 6, potem działania wywiadowcze

NID prowadzi także grupę uderzeniową komandosów, której zadaniem jest m.in. gromadzenie informacji, rozpoznanie i sabotaż.

## Sprawa Harry’ego Houghtona
Brytyjski Departament Wywiadu Marynarki Wojennej zajmował się także śledztwami złamania prawa w Marynarce Wojennej, szpiegostwem itd.

Harry Houghton był pracownikiem tajnego departamentu brytyjskiej Marynarki Wojennej, wiele źródeł przedstawia go jako szpiega radzieckiego wywiadu. Lecz Houghton został zwerbowany (lub sam się zgłosił) do polskich służb bezpieczeństwa.

Zgodnie z opracowaniem Leszka Pawlikowicza:

Najcenniejszym informatorem (polskiego kontrwywiadu) był prowadzony przez Wydział II (brytyjski) Departamentu I (kontrwywiadu} Ministerstwa Bezpieczeństwa Publicznego, sekretarz attaché morskiego Wielkiej Brytanii Harry Houghton.

Stefan Antosiewicz ówczesny szef Departamentu I MBP wyjaśnił, że został on zwerbowany przez Tadeusza Diatłowskiego, kadrowego pracownika Departamentu I-go; przekazał bloki kodów morskich Royal Navy, umożliwiając podsłuchiwanie łączności brytyjskiej marynarki. Zdobycie tych kodów było dla nas (polskiego kontrwywiadu) bardzo wielkim sukcesem. Jednakże, ze względów technicznych, mieliśmy kłopoty z ich praktycznym wykorzystaniem. Materiały przekazaliśmy Rosjanom, bardzo nam dziękowali. Odwzajemnili się na kierunku niemieckim gdzie mieli znaczne możliwości. Po opuszczeniu Polski przez Houghtona i po konsultacji z wywiadem zagranicznym MBP (Departamentem VII), po których zdecydowano, że „wykorzystanie tych informacji byłoby w polskich warunkach mizerne”, więc postanowiono przekazać Harry’ego Houghtona, który nosił już wówczas pseudonim „Miron”, wywiadowi radzieckiemu, czyli wówczas reprezentowanemu przez I Zarząd Główny Ministerstwa Bezpieczeństwa Państwowego ZSRR. W tej sprawie przyjechał w Warszawy oficer MGB, który miał zostać tzw. oficerem prowadzącym Harry’ego Houghtona.

Leszek Pawlikowicz, autor opracowania, zanotował także – Antosiewicz nie wspomniał jednak, iż werbunek Houghtona od początku stanowił część wspólnej operacji polskich i radzieckich organów bezpieczeństwa dalsze i dokładne informacje w tej sprawie zobacz „Tajny Front Zimnej Wojny: uciekinierzy z polskich służb specjalnych”: wydawnictwo Rytm 2004

## Dyrektorzy i włączenie do DIS
W 1887 roku FIC przemianowano na NID, a szef otrzymał tytuł Dyrektora Wywiadu Morskiego. Byli nimi kolejno:
| dyr/p.o                                                | Imię i nazwisko           | Stopień służbowy         | Początek urzędowania | Koniec urzędowania |  |
| ------------------------------------------------------ | ------------------------- | ------------------------ | -------------------- | ------------------ |  |
| DNI/Dyrektor Wywiadu Morskiego                         | William Henry Hall        | komandor/kontradmirał    | 1887                 | 1889               |  |
| DNI/Dyrektor Wywiadu Morskiego                         | Cyprian Bridge            | kontradmirał             | 1889                 | 1894               |  |
| DNI/Dyrektor Wywiadu Morskiego                         | Lewis Beaumont            | kontradmirał             | 1895                 | 1899               |  |
| DNI/Dyrektor Wywiadu Morskiego                         | Reginald Custance         | kontradmirał             | 1899                 | 1902               |  |
| DNI/ Dyrektor Wywiadu Morskiego                        | Ludwik Battenberg         | kontradmirał/admirał     | 1902                 | 1905               |  |
| DNI/Dyrektor Wywiadu Morskiego                         | Charles Ottley            | komandor                 | 1905                 | 1907               |  |
| DNI/Dyrektor Wywiadu Morskiego                         | Edmond Slade              | wiceadmirał              | 1907                 | 1909               |  |
| DNI/Dyrektor Wywiadu Morskiego                         | Alexander Bethell         | kontradmirał             | 1909                 | 1912               |  |
| DNI/Dyrektor Wywiadu Morskiego                         | Thomas Jackson            | komandor                 | 1912                 | 1913               |  |
| DNI/Dyrektor Wywiadu Morskiego                         | Henry Oliver              | kontradmirał             | 1913                 | 1914               |  |
| DNI/Dyrektor Wywiadu Morskiego                         | William Reginald Hall     | kontradmirał             | 1914                 | 1919               |  |
| DNI/Dyrektor Wywiadu Morskiego                         | Hugh Sinclair             | komandor/kontradmirał    | 1919                 | 1921               |  |
| DNI/Dyrektor Wywiadu Morskiego                         | Maurice Fitzmaurice       | kontradmirał             | 1921                 | 1924               |  |
| DNI/Dyrektor Wywiadu Morskiego                         | Alan Hotham               | kontradmirał             | 1924                 | 1927               |  |
| act.DNI/pełniący obowiązki Dyrektora Wywiadu Morskiego | William Wordsworth Fisher | kontradmirał             | 1926                 | 1927               |  |
| DNI/Dyrektor Wywiadu Morskiego                         | Barry Domvile             | kontradmirał             | 1927                 | 1930               |  |
| DNI/Dyrektor Wywiadu Morskiego                         | Cecil Usborne             | kontradmirał             | 1930                 | 1932               |  |
| DNI/Dyrektor Wywiadu Morskiego                         | Gerald Charles Dickens    | kontradmirał             | 1932                 | 1935               |  |
| DNI/Dyrektor Wywiadu Morskiego                         | James Troup               | kontradmirał/wiceadmirał | 1935                 | 1939               |  |
| DNI/Dyrektor Wywiadu Morskiego                         | John Henry Godfrey        | wiceadmirał              | 1939                 | 1943               |  |
| DNI/Dyrektor Wywiadu Morskiego                         | Edmund Rushbrooke         | kontradmirał             | 1943                 | 1946               |  |
| DNI/Dyrektor Wywiadu Morskiego                         | Edward Parry              | kontradmirał/wiceadmirał | 1946                 | 1948               |  |
| DNI/Dyrektor Wywiadu Morskiego                         | Eric Longley-Cook         | kontradmirał             | 1948                 | 1951               |  |
| DNI/Dyrektor Wywiadu Morskiego                         | Anthony Buzzard           | kontradmirał             | 1951                 | 1954               |  |
| DNI/Dyrektor Wywiadu Morskiego                         | John Inglis               | wiceadmirał/admirał      | 1954                 | 1960               |  |
| DNI/Dyrektor Wywiadu Morskiego                         | Norman Denning            | wiceadmirał              | 1960                 | 1964               |  |
| DNI/Dyrektor Wywiadu Morskiego                         | Patrick Graham            | kontradmirał             | 1964                 | 1965               |  |

Po zakończeniu II wojny światowej NID przez kolejne lata, mimo iż pozostawał nadal samodzielną służbą wywiadowczą Admiralicji – został podporządkowany zgodnie z tendencjami integracyjnymi służb wywiadowczych koordynacyjnej roli Joint Intelligence Bureau.

I tak w 1965 roku NID, wraz ze służbami wywiadowczymi sił lądowych i powietrznych znalazł się w nowo utworzonym Defence Intelligence Staff DIS.